# Ronaldo de Carvalho
Ronaldo de Carvalho (nascido em 1 de outubro de 1959) é um remador brasileiro. Ele competiu nos Jogos Olímpicos de Verão de 1980, nos Jogos Olímpicos de Verão de 1984 e nos Jogos Olímpicos de Verão de 1988 . Medalhista de ouro em 2 Jogos Pan-americanos, em Caracas 1983 e Indianápolis 1987 com seu irmão Ricardo Esteves de Carvalho. Os Irmãos Carvalho foram ainda hexa-campeões Sul-Americanos, além de finalistas em Campeonatos Mundiais. Seu pai, José de Carvalho Filho,  remador olímpico em Melbourne 1956,  era seu treinador. Ronaldo está ainda listado em atletas olímpicos que ganharam uma medalha na Summer Universiade (0–1–0 1987 Zagreb Remo, medalha de prata, Categoria Dois Sem, com seu irmão Ricardo.) 